# Rappresentanti del Connecticut
Il Connecticut è attualmente rappresentato alla Camera dei rappresentanti degli Stati Uniti da cinque delegati, eletti in distretti con il sistema first-past-the-post ogni due anni. Dal momento dell'ingresso nell'Unione, nel 1789, e per i primi 24 Congressi, il Connecticut elesse tutti i suoi rappresentanti tramite un singolo collegio plurinominale che copriva tutto lo stato, detto at-large.
Essendo il numero dei delegati proporzionale alla popolazione dello stato, nel passato lo stato ha potuto contare su una rappresentanza alla Camera variata nel tempo, fino al numero massimo di sei; oggi conta cinque rappresentanti, secondo i dati dell'ultimo censimento del 2020.

## Elenco

### Distretto unico
Dal 1789 al 1837 i rappresentanti del Connecticut vennero eletti tramite liste in un collegio unico nazionale, con un numero di seggi variabile da 5 a 7.

#### Seggio A
| N.      | Foto    | Rappresentante                    | Partito                                       | Carica            | Carica            | Congressi                          | Mandati | Elezioni |
| N.      | Foto    | Rappresentante                    | Partito                                       | Inizio            | Termine           | Congressi                          | Mandati | Elezioni |
| ------- | ------- | --------------------------------- | --------------------------------------------- | ----------------- | ----------------- | ---------------------------------- | ------- | --- |
| 1       |         | Benjamin Huntington (1736-1800)   | Pro-amministrazione                           | 4 marzo 1789      | 3 marzo 1791      | 1                                  | 1       | 1788 Perse la rielezione                                                                                       |
| 2       |         | James Hillhouse (1754-1832)       | Pro-amministrazione poi Federalista           | 4 marzo 1791      | 5 dicembre 1796   | 2 · 3 · 4                          | 2 1⁄2   | 1790 · 1792 · 1794 Eletto al Senato                                                                            |
| 3       |         | James Davenport (1758-1797)       | Federalista                                   | 5 dicembre 1796   | 3 agosto 1797     | 4 · 5                              | 1⁄2     | Eletto per terminare il mandato di Hillhouse · 1796 · 1794 Deceduto                                            |
| Vacante | Vacante | Vacante                           | Vacante                                       | 3 agosto 1797     | 13 novembre 1797  | 5                                  |         | |
| 4       |         | William Edmond (1755-1838)        | Federalista                                   | 13 novembre 1797  | 3 marzo 1801      | 5 · 6                              | 1 1⁄2   | Eletto per terminare il mandato di Davenport · 1798 Non ricandidatosi                                          |
| Vacante | Vacante | Vacante                           | Vacante                                       | 4 marzo 1801      | 21 settembre 1801 | 7                                  |         | |
| 5       |         | Benjamin Tallmadge (1754-1835)    | Federalista                                   | 21 settembre 1801 | 3 marzo 1817      | 7 · 8 · 9 · 10 · 11 · 12 · 13 · 14 | 7 1⁄2   | Eletto per terminare il mandato di Edmond · 1802 · 1804 · 1806 · 1808 · 1810 · 1812 · 1814 · Non ricandidatosi |
| 6       |         | Thomas Scott Williams (1777-1861) | Federalista                                   | 4 marzo 1817      | 3 marzo 1819      | 15                                 | 1       | 1816 · Non ricandidatosi                                                                                       |
| 7       |         | Gideon Tomlinson (1780-1854)      | Democratico-Repubblicano poi Anti-Jacksoniano | 4 marzo 1819      | 3 marzo 1827      | 16 · 17 · 18 · 19                  | 4       | 1818 · 1821 · 1823 · 1825 Non ricandidatosi                                                                    |
| 8       |         | David Plant (1783-1851)           | Anti-Jacksoniano                              | 4 marzo 1827      | 3 marzo 1829      | 20                                 | 1       | 1827 Non ricandidatosi                                                                                         |
| 9       |         | William W. Ellsworth (1791-1868)  | Anti-Jacksoniano                              | 4 marzo 1829      | 8 luglio 1834     | 21 · 22 · 23                       | 2 1⁄2   | 1829 · 1831 · 1833 Dimessosi                                                                                   |
| Vacante | Vacante | Vacante                           | Vacante                                       | 8 luglio 1834     | 1 dicembre 1834   | 23                                 |         | |
| 10      |         | Joseph Trumbull (1782-1861)       | Anti-Jacksoniano                              | 1 dicembre 1834   | 3 marzo 1835      | 23                                 | 1⁄2     | Eletto per terminare il mandato di Ellsworth Perse la rielezione                                               |
| 11      |         | Isaac Toucey (1792-1869)          | Jacksoniano                                   | 4 marzo 1835      | 3 marzo 1837      | 24                                 | 1       | 1835 Candidatosi nel 1° distretto                                                                              |

#### Seggio B
| N.      | Foto    | Rappresentante                  | Partito                                  | Carica          | Carica          | Congressi                            | Mandati | Elezioni                                                                              |
| N.      | Foto    | Rappresentante                  | Partito                                  | Inizio          | Termine         | Congressi                            | Mandati | Elezioni                                                                              |
| ------- | ------- | ------------------------------- | ---------------------------------------- | --------------- | --------------- | ------------------------------------ | ------- | ------------------------------------------------------------------------------------- |
| 1       |         | Roger Sherman (1721-1793)       | Pro-amministrazione                      | 4 marzo 1789    | 3 marzo 1791    | 1                                    | 1       | 1788 · 1790 Dimessosi per divenire Senatore                                           |
| 2       |         | Amasa Learned (1750-1825)       | Pro-amministrazione                      | 4 marzo 1791    | 3 marzo 1795    | 2 · 3                                | 2       | Eletto per terminare il mandato di Sherman · 1792 Non ricandidatosi                   |
| 3       |         | Chauncey Goodrich (1759-1815)   | Federalista                              | 4 marzo 1795    | 3 marzo 1801    | 4 · 5 · 6                            | 3       | 1794 · 1796 · 1798 Non ricandidatosi                                                  |
| 4       |         | Elias Perkins (1767-1845)       | Federalista                              | 4 marzo 1801    | 3 marzo 1803    | 7                                    | 1       | 1800 · 1802 Rifiutò il mandato                                                        |
| 5       |         | Simeon Baldwin (1761-1851)      | Federalista                              | 4 marzo 1803    | 3 marzo 1805    | 8                                    | 1       | Eletto per terminare il mandato di Perkins Non ricandidatosi                          |
| 6       |         | Jonathan O. Moseley (1762-1838) | Federalista poi Democratico-Repubblicano | 4 marzo 1805    | 3 marzo 1821    | 9 · 10 · 11 · 12 · 13 · 14 · 15 · 16 | 8       | 1804 · 1806 · 1809 · 1810 · 1812 · 1814 · 1816 · 1818 · Non ricandidatosi             |
| 7       |         | Ansel Sterling (1782-1853)      | Democratico-Repubblicano                 | 4 marzo 1821    | 3 marzo 1825    | 17 · 18                              | 2       | 1821 · 1823 Non ricandidatosi                                                         |
| 8       |         | John Baldwin (1772-1850)        | Anti-Jacksoniano                         | 4 marzo 1825    | 3 marzo 1829    | 19 · 20                              | 2       | 1825 · 1827 Non ricandidatosi                                                         |
| 9       |         | Jabez W. Huntington (1788-1847) | Anti-Jacksoniano                         | 4 marzo 1829    | 16 agosto 1834  | 21 · 22 · 23                         | 2 1⁄2   | 1829 · 1831 · 1833 Dimessosi per divenire giudice della Corte Suprema del Connecticut |
| Vacante | Vacante | Vacante                         | Vacante                                  | 16 agosto 1834  | 1 dicembre 1834 | 23                                   |         |                                                                                       |
| 10      |         | Phineas Miner (1777-1839)       | Anti-Jacksoniano                         | 1 dicembre 1834 | 3 marzo 1835    | 23                                   | 1⁄2     | Eletto per terminare il mandato di Huntington Non ricandidatosi                       |
| 11      |         | Samuel Ingham (1793-1881)       | Jacksoniano                              | 4 marzo 1835    | 3 marzo 1837    | 24                                   | 1       | 1835 Candidatosi nel 2° distretto                                                     |

#### Seggio C
| N.      | Foto    | Rappresentante                    | Partito                             | Carica           | Carica           | Congressi              | Mandati | Elezioni                                                           |
| N.      | Foto    | Rappresentante                    | Partito                             | Inizio           | Termine          | Congressi              | Mandati | Elezioni                                                           |
| ------- | ------- | --------------------------------- | ----------------------------------- | ---------------- | ---------------- | ---------------------- | ------- | ------------------------------------------------------------------ |
| 1       |         | Jonathan Sturges (1740-1819)      | Pro-amministrazione                 | 4 marzo 1789     | 3 marzo 1793     | 1 · 2                  | 2       | 1788 · 1790 · 1792 Non accettò l'ultimo mandato                    |
| 2       |         | Joshua Coit (1758-1798)           | Pro-amministrazione poi Federalista | 4 marzo 1793     | 5 settembre 1798 | 3 · 4 · 5              | 2 1⁄2   | 1792 · 1794 · 1796 Deceduto                                        |
| Vacante | Vacante | Vacante                           | Vacante                             | 5 settembre 1798 | 3 dicembre 1798  | 5                      |         |                                                                    |
| 3       |         | Jonathan Brace (1754-1837)        | Federalista                         | 3 dicembre 1798  | 1800             | 5 · 6                  | 3       | 1798 Dimessosi                                                     |
| Vacante | Vacante | Vacante                           | Vacante                             | 1800             | 17 novembre 1800 | 6                      |         |                                                                    |
| 4       |         | John Cotton Smith (1765-1845)     | Federalista                         | 17 novembre 1800 | agosto 1806      | 6 · 7 · 8 · 9          | 2 1⁄2   | Eletto per terminare il mandato di Brace · 1800 · 1802 · Dimessosi |
| Vacante | Vacante | Vacante                           | Vacante                             | agosto 1806      | 1° dicembre 1806 | 9                      |         |                                                                    |
| 5       |         | Theodore Dwight (1764-1846)       | Federalista                         | 1° dicembre 1806 | 3 marzo 1807     | 9                      | 1⁄2     | Eletto per terminare il mandato di Smith Non ricandidatosi         |
| 6       |         | Epaphroditus Champion (1756-1834) | Federalista                         | 4 marzo 1807     | 3 marzo 1817     | 10 · 11 · 12 · 13 · 14 | 5       | 1806 · 1809 · 1810 · 1812 · 1814 Perse la rielezione               |
| 7       |         | Uriel Holmes (1764-1827)          | Federalista                         | 4 marzo 1817     | 1818             | 15                     | 1⁄2     | 1816 Dimessosi                                                     |
| Vacante | Vacante | Vacante                           | Vacante                             | 1818             | 16 novembre 1818 | 15                     |         |                                                                    |
| 8       |         | Sylvester Gilbert (1755-1846)     | Democratico-Repubblicano            | 16 novembre 1818 | 3 marzo 1819     | 15                     | 1⁄2     | Eletto per terminare il mandato di Holmes Perse la rielezione      |
| 9       |         | Samuel A. Foot (1780-1846)        | Democratico-Repubblicano            | 4 marzo 1819     | 3 marzo 1821     | 16                     | 1       | 1818 Perse la rielezione                                           |
| 10      |         | Daniel Burrows (1766-1858)        | Democratico-Repubblicano            | 4 marzo 1821     | 3 marzo 1823     | 17                     | 1       | 1820 Perse la rielezione                                           |
| 11      |         | Samuel A. Foot (1780-1846)        | Anti-Jacksoniano                    | 4 marzo 1823     | 3 marzo 1825     | 18                     | 1       | 1823 Perse la rielezione                                           |
| 12      |         | Ralph I. Ingersoll (1789-1872)    | Anti-Jacksoniano                    | 4 marzo 1825     | 3 marzo 1833     | 19 · 20 · 21 · 22      | 4       | 1825 · 1827 · 1829 · 1831 Non ricandidatosi                        |
| 13      |         | Samuel A. Foot (1780-1846)        | Anti-Jacksoniano                    | 4 marzo 1833     | 9 maggio 1834    | 23                     | 1⁄2     | 1833 Dimessosi per divenire Governatore                            |
| Vacante | Vacante | Vacante                           | Vacante                             | 9 maggio 1834    | 1° dicembre 1834 | 23                     |         |                                                                    |
| 14      |         | Ebenezer Jackson Jr. (1796-1874)  | Anti-Jacksoniano                    | 1° dicembre 1834 | 3 marzo 1835     | 23                     | 1⁄2     | Eletto per terminare il mandato di Foot Perse la rielezione        |
| 15      |         | Elisha Haley (1776-1860)          | Jacksoniano                         | 4 marzo 1835     | 3 marzo 1837     | 24                     | 1       | 1835 Candidatosi nel 3° distretto                                  |

#### Seggio D
| N.      | Foto    | Rappresentante                    | Partito                  | Carica            | Carica            | Congressi                       | Mandati | Elezioni                                                                                                |
| N.      | Foto    | Rappresentante                    | Partito                  | Inizio            | Termine           | Congressi                       | Mandati | Elezioni                                                                                                |
| ------- | ------- | --------------------------------- | ------------------------ | ----------------- | ----------------- | ------------------------------- | ------- | --- |
| 1       |         | Jonathan Trumbull Jr. (1740-1809) | Pro-amministrazione      | 4 marzo 1789      | 3 marzo 1795      | 1 · 2 · 3                       | 3       | 1788 · 1790 · 1792 · 1794 Non accettò l'ultimo mandato perché eletto al Senato                          |
| Vacante | Vacante | Vacante                           | Vacante                  | 3 marzo 1795      | 13 aprile 1795    | 4                               |         | |
| 2       |         | Roger Griswold (1762-1812)        | Federalista              | 13 aprile 1795    | 16 settembre 1805 | 4 · 5 · 6 · 7 · 8 · 9           | 4 1⁄2   | Eletto per terminare il mandato di Trumbull · 1796 · 1798 · 1800 · 1802 · 1804 Dimessosi                |
| 3       |         | Timothy Pitkin (1766-1847)        | Federalista              | 16 settembre 1805 | 3 marzo 1819      | 9 · 10 · 11 · 12 · 13 · 14 · 15 | 6 1⁄2   | Eletto per terminare il mandato di Griswold · 1806 · 1808 · 1810 · 1812 · 1814 · 1816 Non ricandidatosi |
| 4       |         | John Russ (1767-1833)             | Democratico-Repubblicano | 4 marzo 1819      | 3 marzo 1823      | 16 · 17                         | 2       | 1818 · 1821 Perse la rielezione                                                                         |
| 5       |         | Lemuel Whitman (1780-1841)        | Democratico-Repubblicano | 4 marzo 1823      | 3 marzo 1825      | 18                              | 1       | 1823 Perse la rielezione                                                                                |
| 6       |         | Orange Merwin (1777-1853)         | Anti-Jacksoniano         | 4 marzo 1825      | 3 marzo 1829      | 19 · 20                         | 2       | 1825 · 1827 Perse la rielezione                                                                         |
| 7       |         | Ebenezer Young (1783-1851)        | Anti-Jacksoniano         | 4 marzo 1829      | 3 marzo 1835      | 21 · 22 · 23                    | 3       | 1829 · 1831 · 1833 Perse la rielezione                                                                  |
| 8       |         | Zalmon Wildman (1775-1835)        | Jacksoniano              | 4 marzo 1835      | 10 dicembre 1835  | 24                              | 1⁄2     | 1835 Deceduto                                                                                           |
| Vacante | Vacante | Vacante                           | Vacante                  | 10 dicembre 1835  | 29 aprile 1836    | 24                              |         | |
| 9       |         | Thomas T. Whittlesey (1798-1868)  | Jacksoniano              | 29 aprile 1836    | 3 marzo 1837      | 24                              | 1⁄2     | Eletto per terminare il mandato di Wildman Candidatosi nel 4° distretto                                 |

#### Seggio E
| N.      | Foto    | Rappresentante                 | Partito                                       | Carica            | Carica            | Congressi                        | Mandati | Elezioni                                                                                          |
| N.      | Foto    | Rappresentante                 | Partito                                       | Inizio            | Termine           | Congressi                        | Mandati | Elezioni                                                                                          |
| ------- | ------- | ------------------------------ | --------------------------------------------- | ----------------- | ----------------- | -------------------------------- | ------- | ------------------------------------------------------------------------------------------------- |
| 1       |         | Jeremiah Wadsworth (1743-1804) | Pro-amministrazione                           | 4 marzo 1789      | 3 marzo 1795      | 1 · 2 · 3                        | 3       | 1788 · 1790 · 1792 Non ricandidatosi                                                              |
| 2       |         | Nathaniel Smith (1762-1822)    | Federalista                                   | 4 marzo 1795      | 3 marzo 1799      | 4 · 5                            | 2       | 1794 · 1796 Perse la rielezione                                                                   |
| 3       |         | Elizur Goodrich (1761-1849)    | Federalista                                   | 4 marzo 1799      | 3 marzo 1801      | 6                                | 1       | 1798 · 1800 Rinunciò al secondo mandato                                                           |
| Vacante | Vacante | Vacante                        | Vacante                                       | 4 marzo 1801      | 14 maggio 1801    | 7                                |         |                                                                                                   |
| 4       |         | Calvin Goddard (1768-1842)     | Federalista                                   | 14 maggio 1801    | settembre 1805    | 7 · 8 · 9                        | 2 1⁄2   | Eletto per terminare il mandato di Goodrich · 1802 · 1804 Dimessosi                               |
| Vacante | Vacante | Vacante                        | Vacante                                       | settembre 1805    | 16 settembre 1805 | 9                                |         |                                                                                                   |
| 5       |         | Lewis B. Sturges (1763-1844)   | Federalista                                   | 16 settembre 1805 | 3 marzo 1817      | 9 · 10 · 11 · 12 · 13 · 14       | 5 1⁄2   | Eletto per terminare il mandato di Goddard · 1806 · 1808 · 1810 · 1812 · 1814 Perse la rielezione |
| 6       |         | Samuel B. Sherwood (1767-1833) | Federalista                                   | 4 marzo 1817      | 3 marzo 1819      | 15                               | 1       | 1816 Non ricandidatosi                                                                            |
| 7       |         | James Stevens (1768-1835)      | Democratico-Repubblicano                      | 4 marzo 1819      | 3 marzo 1821      | 16                               | 1       | 1818 Non ricandidatosi                                                                            |
| 8       |         | Noyes Barber (1781-1844)       | Democratico-Repubblicano poi Anti-Jacksoniano | 4 marzo 1821      | 3 marzo 1835      | 17 · 18 · 19 · 20 · 21 · 22 · 23 | 7       | 1821 · 1823 · 1825 · 1827 · 1829 · 1831 · 1833 Perse la rielezione                                |
| 9       |         | Lancelot Phelps (1784-1866)    | Jacksoniano                                   | 4 marzo 1835      | 3 marzo 1837      | 24                               | 1       | 1835 Candidatosi nel 5° distretto                                                                 |

#### Seggio F
| N.      | Foto    | Rappresentante                | Partito                             | Carica          | Carica          | Congressi                              | Mandati | Elezioni                                                                       |
| N.      | Foto    | Rappresentante                | Partito                             | Inizio          | Termine         | Congressi                              | Mandati | Elezioni                                                                       |
| ------- | ------- | ----------------------------- | ----------------------------------- | --------------- | --------------- | -------------------------------------- | ------- | ------------------------------------------------------------------------------ |
| 1       |         | Zephaniah Swift (1759-1823)   | Pro-amministrazione poi Federalista | 4 marzo 1793    | 3 marzo 1797    | 3 · 4                                  | 2       | 1792 · 1794 · 1796 Rifiutò il terzo mandato, seppur eletto                     |
| 2       |         | John Allen (1763-1812)        | Federalista                         | 4 marzo 1797    | 3 marzo 1799    | 5                                      | 1       | Eletto per concludere il mandato di Swift Non ricandidatosi                    |
| 3       |         | John Davenport (1752-1830)    | Federalista                         | 4 marzo 1799    | 3 marzo 1817    | 6 · 7 · 8 · 9 · 10 · 11 · 12 · 13 · 14 | 9       | 1798 · 1800 · 1802 · 1804 · 1806 · 1808 · 1810 · 1812 · 1814 Non ricandidatosi |
| 4       |         | Nathaniel Terry (1768-1844)   | Federalista                         | 4 marzo 1817    | 3 marzo 1819    | 15                                     | 1       | 1816 Non ricandidatosi                                                         |
| 5       |         | Elisha Phelps (1779-1847)     | Democratico-Repubblicano            | 4 marzo 1819    | 3 marzo 1821    | 16                                     | 1       | 1818 Perse la rielezione                                                       |
| 6       |         | Ebenezer Stoddard (1785-1847) | Democratico-Repubblicano            | 4 marzo 1821    | 3 marzo 1825    | 17 · 18                                | 2       | 1821 · 1823 Non ricandidatosi                                                  |
| 7       |         | Elisha Phelps (1779-1847)     | Anti-Jacksoniano                    | 4 marzo 1825    | 3 marzo 1829    | 19 · 20                                | 2       | 1825 · 1827 Perse la rielezione                                                |
| 8       |         | William L. Storrs (1795-1861) | Anti-Jacksoniano                    | 4 marzo 1829    | 3 marzo 1833    | 21 · 22                                | 2       | 1829 · 1831                                                                    |
| 9       |         | Samuel Tweedy (1776-1868)     | Anti-Jacksoniano                    | 4 marzo 1833    | 3 marzo 1835    | 23                                     | 1       | 1833 · 1827 Perse la rielezione                                                |
| 10      |         | Andrew T. Judson (1784-1853)  | Jacksoniano                         | 4 marzo 1835    | 4 luglio 1836   | 24                                     | 1⁄2     | 1835 Divenuto giudice distrettuale                                             |
| Vacante | Vacante | Vacante                       | Vacante                             | 4 luglio 1836   | 4 dicembre 1836 | 24                                     |         |                                                                                |
| 11      |         | Orrin Holt (1792-1855)        | Jacksoniano                         | 4 dicembre 1836 | 3 marzo 1837    | 24                                     | 1⁄2     | Eletto per terminare il mandato di Judson Candidatosi nel 6° distretto         |

#### Seggio G
| N.                                  | Foto    | Rappresentante                  | Partito                             | Carica          | Carica          | Congressi                       | Mandati | Elezioni |
| N.                                  | Foto    | Rappresentante                  | Partito                             | Inizio          | Termine         | Congressi                       | Mandati | Elezioni |
| ----------------------------------- | ------- | ------------------------------- | ----------------------------------- | --------------- | --------------- | ------------------------------- | ------- | --- |
| 1                                   |         | Uriah Tracy (1775-1807)         | Pro-amministrazione poi Federalista | 4 marzo 1793    | 13 ottobre 1796 | 3 · 4                           | 2       | 1792 · 1794 Eletto al Senato                                                                                |
| Vacante                             | Vacante | Vacante                         | Vacante                             | 13 ottobre 1796 | 3 gennaio 1797  | 4                               |         | |
| 2                                   |         | Samuel W. Dana (1760-1830)      | Federalista                         | 3 gennaio 1797  | 10 maggio 1810  | 4 · 5 · 6 · 7 · 8 · 9 · 10 · 11 | 6 1⁄2   | Eletto per concludere il mandato di Tracy · 1796 · 1798 · 1800 · 1802 · 1804 · 1806 · 1808 Eletto al Senato |
| Vacante                             | Vacante | Vacante                         | Vacante                             | 10 maggio 1810  | 11 ottobre 1810 | 11                              |         | |
| 3                                   |         | Ebenezer Huntington (1754-1834) | Federalista                         | 11 ottobre 1810 | 3 marzo 1811    | 11                              | 1⁄2     | Eletto per terminare il mandato di Dana Perse la rielezione                                                 |
| 4                                   |         | Lyman Law (1770-1842)           | Federalista                         | 4 marzo 1811    | 3 marzo 1817    | 12 · 13 · 14                    | 3       | 1810 · 1812 · 1814 Perse la rielezione                                                                      |
| 5                                   |         | Ebenezer Huntington (1754-1834) | Federalista                         | 4 marzo 1817    | 3 marzo 1819    | 15                              | 1       | Eletto per sostituire Sylvanus Backus, eletto ma deceduto Non ricanddiatosi                                 |
| 6                                   |         | Henry W. Edwards (1779-1847)    | Democratico-Repubblicano            | 4 marzo 1819    | 3 marzo 1823    | 16 · 17                         | 2       | 1818 · 1821 Perse la rielezione                                                                             |
| Distretto eliminato il 3 marzo 1823 |         |                                 |                                     |                 |                 |                                 |         | |

### 1º distretto
| N.                                        | Foto    | Rappresentante                   | Partito                       | Carica           | Carica           | Congressi                                                                         | Mandati | Elezioni |
| N.                                        | Foto    | Rappresentante                   | Partito                       | Inizio           | Termine          | Congressi                                                                         | Mandati | Elezioni |
| ----------------------------------------- | ------- | -------------------------------- | ----------------------------- | ---------------- | ---------------- | --------------------------------------------------------------------------------- | ------- | --- |
| Il Distretto venne creato il 4 marzo 1837 |         |                                  |                               |                  |                  |                                                                                   |         | |
| 1                                         |         | Isaac Toucey (1792-1869)         | Democratico                   | 4 marzo 1837     | 3 marzo 1839     | 25                                                                                | 1       | 1837 Perse la rielezione |
| 2                                         |         | Joseph Trumbull (1782-1861)      | Whig                          | 4 marzo 1839     | 3 marzo 1843     | 26 · 27                                                                           | 2       | 1839 · 1840 Non ricandidatosi                                                                                                |
| 3                                         |         | Thomas H. Seymour (1799-1882)    | Democratico                   | 4 marzo 1843     | 3 marzo 1845     | 28                                                                                | 1       | 1843 Non ricandidatosi |
| 4                                         |         | James Dixon (1814-1873)          | Whig                          | 4 marzo 1845     | 3 marzo 1849     | 29 · 30                                                                           | 2       | 1845 · 1847 Non ricandidatosi                                                                                                |
| 5                                         |         | Loren P. Waldo (1802-1881)       | Democratico                   | 4 marzo 1849     | 3 marzo 1851     | 31                                                                                | 1       | 1849 Perse la rielezione |
| 6                                         |         | Charles Chapman (1899-1869)      | Whig                          | 4 marzo 1851     | 3 marzo 1853     | 32                                                                                | 1       | 1851 Candidatosi a Governatore                                                                                               |
| 7                                         |         | James T. Pratt (1802-1887)       | Democratico                   | 4 marzo 1853     | 3 marzo 1855     | 33                                                                                | 1       | 1853 Perse la rielezione |
| 8                                         |         | Ezra Clark Jr. (1813-1896)       | Know Nothing poi Repubblicano | 4 marzo 1855     | 3 marzo 1859     | 34 · 35                                                                           | 2       | 1855 · 1857 Perse la rielezione                                                                                              |
| 9                                         |         | Dwight Loomis (1821-1903)        | Repubblicano                  | 4 marzo 1859     | 3 marzo 1863     | 36 · 37                                                                           | 2       | 1859 · 1861 Non ricandidatosi                                                                                                |
| 10                                        |         | Henry C. Deming (1815-1872)      | Repubblicano                  | 4 marzo 1863     | 3 marzo 1867     | 38 · 39                                                                           | 2       | 1863 · 1865 Perse la rielezione                                                                                              |
| 11                                        |         | Richard D. Hubbard (1818-1884)   | Democratico                   | 4 marzo 1867     | 3 marzo 1869     | 40                                                                                | 1       | 1867 Non ricandidatosi |
| 12                                        |         | Julius L. Strong (1828-1872)     | Repubblicano                  | 4 marzo 1869     | 7 settembre 1872 | 41 · 42                                                                           | 1 1⁄2   | 1869 · 1871 Deceduto |
| Vacante                                   | Vacante | Vacante                          | Vacante                       | 7 settembre 1872 | 2 dicembre 1872  | 42                                                                                |         | |
| 13                                        |         | Joseph R. Hawley (1826-1905)     | Repubblicano                  | 2 dicembre 1872  | 3 marzo 1875     | 42 · 43                                                                           | 1 1⁄2   | Eletto per terminare il mandato di Strong 1873 Perse la rielezione                                                           |
| 14                                        |         | George M. Landers (1813-1895)    | Democratico                   | 4 marzo 1875     | 3 marzo 1879     | 44 · 45                                                                           | 2       | 1875 · 1876 Non ricandidatosi                                                                                                |
| 15                                        |         | Joseph R. Hawley (1826-1905)     | Repubblicano                  | 4 marzo 1879     | 3 marzo 1881     | 46                                                                                | 1       | 1878 Eletto al Senato |
| 16                                        |         | John R. Buck (1835-1917)         | Repubblicano                  | 4 marzo 1881     | 3 marzo 1883     | 47                                                                                | 1       | 1880 Perse la rielezione |
| 17                                        |         | William W. Eaton (1816-1898)     | Democratico                   | 4 marzo 1883     | 3 marzo 1885     | 48                                                                                | 1       | 1882 Perse la rielezione |
| 18                                        |         | John R. Buck (1835-1917)         | Repubblicano                  | 4 marzo 1885     | 3 marzo 1887     | 49                                                                                | 1       | 1884 Perse la rielezione |
| 19                                        |         | Robert J. Vance (1854-1902)      | Democratico                   | 4 marzo 1887     | 3 marzo 1889     | 50                                                                                | 1       | 1886 Perse la rielezione |
| 20                                        |         | William E. Simonds (1842-1903)   | Repubblicano                  | 4 marzo 1889     | 3 marzo 1891     | 51                                                                                | 1       | 1888 Perse la rielezione |
| 21                                        |         | Lewis Sperry (1848-1922)         | Democratico                   | 4 marzo 1891     | 3 marzo 1895     | 52 · 53                                                                           | 2       | 1890 · 1892 Perse la rielezione                                                                                              |
| 22                                        |         | E. Stevens Henry (1836-1921)     | Repubblicano                  | 4 marzo 1895     | 3 marzo 1913     | 54 · 55 · 56 · 57 · 58 · 59 · 60 · 61 · 62                                        | 9       | 1894 · 1896 · 1898 · 1900 · 1902 · 1904 · 1906 · 1908 · 1910 Non ricandidatosi                                               |
| 23                                        |         | Augustine Lonergan (1874-1947)   | Democratico                   | 4 marzo 1913     | 3 marzo 1915     | 63                                                                                | 1       | 1912 Perse la rielezione |
| 24                                        |         | Peter Davis Oakey (1861-1920)    | Repubblicano                  | 4 marzo 1915     | 3 marzo 1917     | 64                                                                                | 1       | 1914 Perse la rielezione |
| 25                                        |         | Augustine Lonergan (1874-1947)   | Democratico                   | 4 marzo 1917     | 3 marzo 1921     | 65 · 66                                                                           | 2       | 1916 · 1918 Candidatosi al Senato                                                                                            |
| 26                                        |         | E. Hart Fenn (1856-1939)         | Repubblicano                  | 4 marzo 1921     | 3 marzo 1931     | 67 · 68 · 69 · 70 · 71                                                            | 5       | 1920 · 1922 · 1924 · 1926 · 1928 Non ricandidatosi                                                                           |
| 27                                        |         | Augustine Lonergan (1874-1947)   | Democratico                   | 4 marzo 1931     | 3 marzo 1933     | 72                                                                                | 1       | 1930 Eletto al Senato |
| 28                                        |         | Herman P. Kopplemann (1880-1957) | Democratico                   | 4 marzo 1933     | 3 gennaio 1939   | 73 · 74 · 75                                                                      | 3       | 1932 · 1934 · 1936 Perse la rielezione                                                                                       |
| 29                                        |         | William J. Miller (1899-1950)    | Repubblicano                  | 3 gennaio 1939   | 3 gennaio 1941   | 76                                                                                | 1       | 1938 Perse la rielezione |
| 30                                        |         | Herman P. Kopplemann (1880-1957) | Democratico                   | 3 gennaio 1941   | 3 gennaio 1943   | 77                                                                                | 1       | 1940 Perse la rielezione |
| 31                                        |         | William J. Miller (1899-1950)    | Repubblicano                  | 3 gennaio 1943   | 3 gennaio 1945   | 78                                                                                | 1       | 1942 Perse la rielezione |
| 32                                        |         | Herman P. Kopplemann (1880-1957) | Democratico                   | 3 gennaio 1945   | 3 gennaio 1947   | 79                                                                                | 1       | 1944 Perse la rielezione |
| 33                                        |         | William J. Miller (1899-1950)    | Repubblicano                  | 3 gennaio 1947   | 3 gennaio 1949   | 80                                                                                | 1       | 1946 Perse la rielezione |
| 34                                        |         | Abraham Ribicoff (1910-1998)     | Democratico                   | 3 gennaio 1949   | 3 gennaio 1953   | 81 · 82                                                                           | 2       | 1948 · 1950 Candidatosi al Senato                                                                                            |
| 35                                        |         | Thomas J. Dodd (1907-1971)       | Democratico                   | 3 gennaio 1953   | 3 gennaio 1957   | 83 · 84                                                                           | 2       | 1952 · 1954 Candidatosi al Senato                                                                                            |
| 36                                        |         | Edwin H. May Jr. (1924-2002)     | Repubblicano                  | 3 gennaio 1957   | 3 gennaio 1959   | 85                                                                                | 1       | 1956 Perse la rielezione |
| 37                                        |         | Emilio Q. Daddario (1918-2010)   | Democratico                   | 3 gennaio 1959   | 3 gennaio 1971   | 86 · 87 · 88 · 89 · 90 · 91                                                       | 6       | 1958 · 1960 · 1962 · 1964 · 1966 · 1968 Candidatosi a Governatore                                                            |
| 38                                        |         | William R. Cotter (1926-1981)    | Democratico                   | 3 gennaio 1971   | 8 settembre 1981 | 92 · 93 · 94 · 95 · 96 · 97                                                       | 6       | 1970 · 1972 · 1974 · 1976 · 1978 · 1980 Deceduto                                                                             |
| Vacante                                   | Vacante | Vacante                          | Vacante                       | 8 settembre 1971 | 11 gennaio 1982  | 97                                                                                |         | |
| 39                                        |         | Barbara Kennelly (1936-)         | Democratico                   | 12 gennaio 1982  | 3 gennaio 1999   | 97 · 98 · 99 · 100 · 101 · 102 · 103 · 104 · 105                                  | 6       | Eletta per terminare il mandato di Cotter · 1982 · 1984 · 1986 · 1988 · 1990 · 1992 · 1994 · 1996 Candidatasi a Governatrice |
| 40                                        |         | John Larson (1948-)              | Democratico                   | 3 gennaio 1999   | in carica        | 106 · 107 · 108 · 109 · 110 · 111 · 112 · 113 · 114 · 115 · 116 · 117 · 118 · 119 | 14      | 1998 · 2000 · 2002 · 2004 · 2006 · 2008 · 2010 · 2012 · 2014 · 2016 · 2018 · 2020 · 2022 · 2024                              |

### 2º distretto
| N.                                        | Foto    | Rappresentante                       | Partito      | Carica          | Carica          | Congressi                                                 | Mandati | Elezioni                                                                                |
| N.                                        | Foto    | Rappresentante                       | Partito      | Inizio          | Termine         | Congressi                                                 | Mandati | Elezioni                                                                                |
| ----------------------------------------- | ------- | ------------------------------------ | ------------ | --------------- | --------------- | --------------------------------------------------------- | ------- | --------------------------------------------------------------------------------------- |
| Il Distretto venne creato il 4 marzo 1837 |         |                                      |              |                 |                 |                                                           |         |                                                                                         |
| 1                                         |         | Samuel Ingham (1793-1881)            | Democratico  | 4 marzo 1837    | 3 marzo 1839    | 25                                                        | 1       | 1837 Perse la rielezione                                                                |
| 2                                         |         | William L. Storrs (1795-1861)        | Whig         | 4 marzo 1839    | giugno 1840     | 26                                                        | 1⁄2     | 1839 Dimessosi per divenire giudice alla Corte Suprema dello stato                      |
| Vacante                                   | Vacante | Vacante                              | Vacante      | giugno 1840     | 7 dicembre 1840 | 26                                                        |         |                                                                                         |
| 3                                         |         | William W. Boardman (1794-1871)      | Whig         | 7 dicembre 1840 | 3 marzo 1843    | 26 · 27                                                   | 1 1⁄2   | Eletto per terminare il mandato di Storrs · Non ricandidatosi                           |
| 4                                         |         | John Stewart (1795-1860)             | Democratico  | 4 marzo 1843    | 3 marzo 1845    | 28                                                        | 1       | 1843 Perse la rielezione                                                                |
| 5                                         |         | Samuel Dickinson Hubbard (1799-1855) | Whig         | 4 marzo 1845    | 3 marzo 1849    | 29 · 30                                                   | 2       | 1845 · 1847 Non ricandidatosi                                                           |
| 6                                         |         | Walter Booth (1791-1870)             | Free Soil    | 4 marzo 1849    | 3 marzo 1851    | 31                                                        | 1       | 1849 Perse la rielezione                                                                |
| 7                                         |         | Colin M. Ingersoll (1819-1903)       | Democratico  | 4 marzo 1851    | 3 marzo 1855    | 32 · 33                                                   | 2       | 1851 · 1853 Non ricandidatosi                                                           |
| 8                                         |         | John Woodruff (1826-1868)            | Know Nothing | 4 marzo 1855    | 3 marzo 1857    | 34                                                        | 1       | 1855 Perse la rielezione                                                                |
| 9                                         |         | Samuel Arnold (1806-1869)            | Democratico  | 4 marzo 1857    | 3 marzo 1859    | 35                                                        | 1       | 1857 Non ricandidatosi                                                                  |
| 10                                        |         | John Woodruff (1826-1868)            | Repubblicano | 4 marzo 1859    | 3 marzo 1861    | 36                                                        | 1       | 1859 Non ricandidatosi                                                                  |
| 11                                        |         | James E. English (1812-1890)         | Democratico  | 4 marzo 1861    | 3 marzo 1865    | 37 · 38                                                   | 2       | 1861 · 1863 Non ricandidatosi                                                           |
| 12                                        |         | Samuel L. Warner (1828-1893)         | Repubblicano | 4 marzo 1865    | 3 marzo 1867    | 39                                                        | 1       | 1865 Non ricandidatosi                                                                  |
| 13                                        |         | Julius Hotchkiss (1810-1878)         | Democratico  | 4 marzo 1867    | 3 marzo 1869    | 40                                                        | 1       | 1867 Non ricandidatosi                                                                  |
| 14                                        |         | Stephen Kellogg (1822-1904)          | Repubblicano | 4 marzo 1869    | 3 marzo 1875    | 41 · 42 · 43                                              | 3       | 1869 · 1871 · 1873 Perse la rielezione                                                  |
| 15                                        |         | James Phelps (1822-1900)             | Democratico  | 4 marzo 1875    | 3 marzo 1883    | 44 · 45 · 46 · 47                                         | 4       | 1875 · 1876 · 1878 · 1880 Non ricandidatosi                                             |
| 16                                        |         | Charles L. Mitchell (1844-1890)      | Democratico  | 4 marzo 1883    | 3 marzo 1887    | 48 · 49                                                   | 2       | 1882 · 1884 Non ricandidatosi                                                           |
| 17                                        |         | Carlos French (1835-1903)            | Democratico  | 4 marzo 1887    | 3 marzo 1889    | 50                                                        | 1       | 1886 Non ricandidatosi                                                                  |
| 18                                        |         | Washington F. Willcox (1834-1909)    | Democratico  | 4 marzo 1889    | 3 marzo 1893    | 51 · 52                                                   | 2       | 1888 · 1890 Non ricandidatosi                                                           |
| 19                                        |         | James P. Pigott (1852-1919)          | Democratico  | 4 marzo 1893    | 3 marzo 1895    | 53                                                        | 1       | 1892 Perse la rielezione                                                                |
| 20                                        |         | Nehemiah D. Sperry (1827-1911)       | Repubblicano | 4 marzo 1895    | 3 marzo 1911    | 54 · 55 · 56 · 57 · 58 · 59 · 60 · 61                     | 8       | 1894 · 1896 · 1898 · 1900 · 1902 · 1904 · 1906 · 1908 Non ricandidatosi                 |
| 21                                        |         | Thomas L. Reilly (1858-1924)         | Democratico  | 4 marzo 1911    | 3 marzo 1913    | 62                                                        | 1       | 1910 Candidatosi nel 3° distretto                                                       |
| 22                                        |         | Bryan F. Mahan (1856-1923)           | Democratico  | 4 marzo 1913    | 3 marzo 1915    | 63                                                        | 1       | 1912 Perse la rielezione                                                                |
| 23                                        |         | Richard P. Freeman (1869-1944)       | Repubblicano | 4 marzo 1915    | 3 marzo 1933    | 64 · 65 · 66 · 67 · 68 · 69 · 70 · 71 · 72                | 9       | 1914 · 1916 · 1918 · 1920 · 1922 · 1924 · 1926 · 1928 · 1930 Perse la rielezione        |
| 24                                        |         | William L. Higgins (1867-1951)       | Repubblicano | 4 marzo 1933    | 3 gennaio 1937  | 73 · 74                                                   | 2       | 1932 · 1934 Perse la rielezione                                                         |
| 25                                        |         | William J. Fitzgerald (1887-1951)    | Democratico  | 3 gennaio 1937  | 3 gennaio 1939  | 75                                                        | 1       | 1936 Perse la rielezione                                                                |
| 26                                        |         | Thomas R. Ball (1896-1943)           | Repubblicano | 4 marzo 1939    | 3 gennaio 1941  | 76                                                        | 1       | 1938 Perse la rielezione                                                                |
| 27                                        |         | William J. Fitzgerald (1887-1951)    | Democratico  | 3 gennaio 1941  | 3 gennaio 1943  | 77                                                        | 1       | 1940 Perse la rielezione                                                                |
| 28                                        |         | John D. McWilliams (1891-1975)       | Repubblicano | 4 marzo 1943    | 3 gennaio 1945  | 78                                                        | 1       | 1942 Perse la rielezione                                                                |
| 29                                        |         | Chase G. Woodhouse (1890-1984)       | Democratico  | 3 gennaio 1945  | 3 gennaio 1947  | 79                                                        | 1       | 1944 Perse la rielezione                                                                |
| 30                                        |         | Horace Seely-Brown Jr. (1908-1982)   | Repubblicano | 4 marzo 1947    | 3 gennaio 1949  | 80                                                        | 1       | 1946 Perse la rielezione                                                                |
| 31                                        |         | Chase G. Woodhouse (1890-1984)       | Democratico  | 3 gennaio 1949  | 3 gennaio 1951  | 81                                                        | 1       | 1948 Perse la rielezione                                                                |
| 32                                        |         | Horace Seely-Brown Jr. (1908-1982)   | Repubblicano | 4 marzo 1951    | 3 gennaio 1959  | 82 · 83 · 84 · 85                                         | 4       | 1950 · 1952 · 1954 · 1956 Perse la rielezione                                           |
| 33                                        |         | Chester B. Bowles (1901-1986)        | Democratico  | 3 gennaio 1959  | 3 gennaio 1961  | 86                                                        | 1       | 1958 Dimessosi dopo la nomina a Sottosegretario                                         |
| 34                                        |         | Horace Seely-Brown Jr. (1908-1982)   | Repubblicano | 4 marzo 1961    | 3 gennaio 1963  | 87                                                        | 1       | 1960 Candidatosi al Senato                                                              |
| 35                                        |         | William St. Onge (1914-1970)         | Democratico  | 3 gennaio 1963  | 1º maggio 1970  | 88 · 89 · 90 · 91                                         | 3 1⁄2   | 1962 · 1964 · 1966 · 1968 Deceduto                                                      |
| Vacante                                   | Vacante | Vacante                              | Vacante      | 1º maggio 1970  | 3 novembre 1970 | 91                                                        |         |                                                                                         |
| 36                                        |         | Robert H. Steele (1938-)             | Repubblicano | 3 novembre 1970 | 3 gennaio 1975  | 91 · 92 · 93                                              | 2 1⁄2   | Eletto per terminare il mandato di St. Onge · 1970 · 1972 Candidatosi a Governatore     |
| 37                                        |         | Chris Dodd (1944-)                   | Democratico  | 3 gennaio 1975  | 3 gennaio 1981  | 94 · 95 · 96                                              | 3       | 1974 · 1976 · 1978 Candidatosi al Senato                                                |
| 38                                        |         | Sam Gejdenson (1948-)                | Democratico  | 3 gennaio 1981  | 3 gennaio 2001  | 97 · 98 · 99 · 100 · 101 · 102 · 103 · 104 · 105 · 106    | 10      | 1980 · 1982 · 1984 · 1986 · 1986 · 1990 · 1992 · 1994 · 1996 · 1998 Perse la rielezione |
| 39                                        |         | Rob Simmons (1943-)                  | Repubblicano | 3 gennaio 2001  | 3 gennaio 2007  | 107 · 108 · 109                                           | 3       | 2000 · 2002 · 2004 · Perse la rielezione                                                |
| 40                                        |         | Joe Courtney (1953-)                 | Democratico  | 3 gennaio 2007  | in carica       | 110 · 111 · 112 · 113 · 114 · 115 · 116 · 117 · 118 · 119 | 10      | 2006 · 2008 · 2010 · 2012 · 2014 · 2016 · 2018 · 2020 · 2022 · 2024                     |

### 3º distretto
| N.                                        | Foto    | Rappresentante                      | Partito                       | Carica          | Carica          | Congressi                                                                                                 | Mandati | Elezioni |
| N.                                        | Foto    | Rappresentante                      | Partito                       | Inizio          | Termine         | Congressi                                                                                                 | Mandati | Elezioni |
| ----------------------------------------- | ------- | ----------------------------------- | ----------------------------- | --------------- | --------------- | --- | ------- | --- |
| Il Distretto venne creato il 4 marzo 1837 |         |                                     |                               |                 |                 | |         | |
| 1                                         |         | Elisha Haley (1776-1860)            | Democratico                   | 4 marzo 1837    | 3 marzo 1839    | 25 | 1       | 1837 Perse la rielezione |
| 2                                         |         | Thomas Wheeler Williams (1789-1874) | Whig                          | 4 marzo 1839    | 4 marzo 1843    | 26 · 27                                                                                                   | 2       | 1839 · 1840 Non ricandidatosi                                                                                               |
| 3                                         |         | George S. Catlin (1808-1851)        | Democratico                   | 4 marzo 1843    | 3 marzo 1845    | 28 | 1       | 1843 Non ricandidatosi |
| 4                                         |         | John A. Rockwell (1803-1861)        | Whig                          | 4 marzo 1845    | 4 marzo 1849    | 29 · 30                                                                                                   | 2       | 1845 · 1847 Non ricandidatosi                                                                                               |
| 5                                         |         | Chauncey F. Cleveland (1799-1887)   | Democratico                   | 4 marzo 1849    | 3 marzo 1853    | 31 · 32                                                                                                   | 2       | 1849 · 1851 Non ricandidatosi                                                                                               |
| 6                                         |         | Nathan Belcher (1813-1891)          | Democratico                   | 4 marzo 1853    | 3 marzo 1855    | 33 | 1       | 1853 Non ricandidatosi |
| 7                                         |         | Disney Dean (1818-1901)             | Know Nothing poi Repubblicano | 4 marzo 1855    | 3 marzo 1859    | 34 · 35                                                                                                   | 2       | 1855 · 1857 Non ricandidatosi                                                                                               |
| 8                                         |         | Alfred A. Burnham (1819-1879)       | Repubblicano                  | 4 marzo 1859    | 3 marzo 1863    | 36 · 37                                                                                                   | 2       | 1859 · 1861 Non ricandidatosi                                                                                               |
| 9                                         |         | Augustus Brandegee (1828-1904)      | Repubblicano                  | 4 marzo 1863    | 3 marzo 1867    | 38 · 39                                                                                                   | 2       | 1863 · 1865 Non ricandidatosi                                                                                               |
| 10                                        |         | Henry H. Starkweather (1826-1876)   | Repubblicano                  | 4 marzo 1867    | 28 gennaio 1876 | 40 · 41 · 42 · 43 · 44                                                                                    | 4 1⁄2   | 1867 · 1869 · 1871 · 1873 · 1875 Deceduto                                                                                   |
| Vacante                                   | Vacante | Vacante                             | Vacante                       | 28 gennaio 1876 | 12 aprile 1876  | 44 |         | |
| 11                                        |         | John T. Wait (1811-1899)            | Repubblicano                  | 12 aprile 1876  | 3 marzo 1887    | 44 · 45 · 46 · 47 · 48 · 49                                                                               | 5 1⁄2   | Eletto per terminare il mandato di Starkweather · 1876 · 1878 · 1880 · 1882 · 1884 Non ricandidatosi                        |
| 12                                        |         | Charles Addison Russell (1852-1902) | Repubblicano                  | 4 marzo 1887    | 23 ottobre 1902 | 50 · 51 · 52 · 53 · 54 · 55 · 56 · 57                                                                     | 7 1⁄2   | 1886 · 1888 · 1890 · 1892 · 1894 · 1896 · 1898 · 1900 Deceduto                                                              |
| Vacante                                   | Vacante | Vacante                             | Vacante                       | 23 ottobre 1902 | 2 ottobre 1902  | 57 |         | |
| 13                                        |         | Frank B. Brandegee (1864-1924)      | Repubblicano                  | 4 novembre 1902 | 10 maggio 1905  | 57 · 58 · 59                                                                                              | 2 1⁄2   | Eletto per terminare il mandato di Russell · 1902 · 1904 Eletto al Senato                                                   |
| Vacante                                   | Vacante | Vacante                             | Vacante                       | 10 maggio 1905  | 2 ottobre 1905  | 59 |         | |
| 14                                        |         | Edwin W. Higgins (1874-1954)        | Repubblicano                  | 2 ottobre 1905  | 3 marzo 1913    | 59 · 60 · 61 · 62                                                                                         | 3 1⁄2   | Eletto per terminare il mandato di Brandegee · 1906 · 1908 · 1910 Non ricandidatosi                                         |
| 15                                        |         | Thomas L. Reilly (1858-1924)        | Democratico                   | 4 marzo 1913    | 3 marzo 1915    | 63 | 1       | 1912 Perse la rielezione |
| 16                                        |         | John Q. Tilson (1866-1958)          | Repubblicano                  | 4 marzo 1915    | 3 dicembre 1932 | 64 · 65 · 66 · 67 · 68 · 69 · 70 · 71 · 72                                                                | 8 1⁄2   | 1914 · 1916 · 1918 · 1920 · 1922 · 1924 · 1926 · 1928 · 1930 Dimessosi                                                      |
| Vacante                                   | Vacante | Vacante                             | Vacante                       | 3 dicembre 1932 | 3 marzo 1933    | 72 |         | |
| 17                                        |         | Francis T. Maloney (1894-1945)      | Democratico                   | 4 marzo 1933    | 3 gennaio 1935  | 73 | 1       | 1932 Candidatosi al Senato                                                                                                  |
| 18                                        |         | James A. Shanley (1896-1965)        | Democratico                   | 3 gennaio 1935  | 3 gennaio 1943  | 74 · 75 · 76 · 77                                                                                         | 4       | 1934 · 1936 · 1938 · 1940 Perse la rielezione                                                                               |
| 19                                        |         | Ranulf Compton (1878-1974)          | Repubblicano                  | 3 gennaio 1943  | 3 gennaio 1945  | 78 | 1       | 1942 Perse la rielezione |
| 20                                        |         | James P. Geelan (1901-1982)         | Democratico                   | 3 gennaio 1945  | 3 gennaio 1947  | 79 | 1       | 1944 Perse la rielezione |
| 21                                        |         | Ellsworth Foote (1898-1977)         | Repubblicano                  | 3 gennaio 1947  | 3 gennaio 1949  | 80 | 1       | 1946 Perse la rielezione |
| 22                                        |         | John A. McGuire (1906-1976)         | Democratico                   | 3 gennaio 1949  | 3 gennaio 1953  | 81 · 82                                                                                                   | 2       | 1948 · 1950 Perse la rielezione                                                                                             |
| 23                                        |         | Albert W. Cretella (1897-1979)      | Repubblicano                  | 3 gennaio 1953  | 3 gennaio 1959  | 83 · 84 · 85                                                                                              | 3       | 1952 · 1954 · 1956 Perse la rielezione                                                                                      |
| 24                                        |         | Robert Giaimo (1919-2006)           | Democratico                   | 3 gennaio 1959  | 3 gennaio 1981  | 86 · 87 · 88 · 89 · 90 · 91 · 92 · 93 · 94 · 95 · 96                                                      | 11      | 1958 · 1960 · 1962 · 1964 · 1966 · 1968 · 1970 · 1972 · 1974 · 1976 · 1978 Non ricandidatosi                                |
| 25                                        |         | Lawrence J. DeNardis (1938-2018)    | Repubblicano                  | 3 gennaio 1981  | 3 gennaio 1983  | 97 | 1       | 1980Perse la rielezione |
| 26                                        |         | Bruce Morrison (1944-)              | Democratico                   | 3 gennaio 1983  | 3 gennaio 1991  | 98 · 99 · 100 · 101                                                                                       | 4       | 1982 · 1984 · 1986 · 1988 Candidatosi a Governatore                                                                         |
| 27                                        |         | Rosa DeLauro (1943-)                | Democratico                   | 3 gennaio 1991  | in carica       | 102 · 103 · 104 · 105 · 106 · 107 · 108 · 109 · 110 · 111 · 112 · 113 · 114 · 115 · 116 · 117 · 118 · 119 | 18      | 1990 · 1992 · 1994 · 1996 · 1998 · 2000 · 2002 · 2004 · 2006 · 2008 · 2010 · 2012 · 2014 · 2016 · 2018 · 2020 · 2022 · 2024 |

### 4º distretto
| N.                                        | Foto    | Rappresentante                     | Partito      | Carica            | Carica            | Congressi                                                       | Mandati | Elezioni |
| N.                                        | Foto    | Rappresentante                     | Partito      | Inizio            | Termine           | Congressi                                                       | Mandati | Elezioni |
| ----------------------------------------- | ------- | ---------------------------------- | ------------ | ----------------- | ----------------- | --------------------------------------------------------------- | ------- | --- |
| Il Distretto venne creato il 4 marzo 1837 |         |                                    |              |                   |                   |                                                                 |         | |
| 1                                         |         | Thomas T. Whittlesey (1798-1868)   | Democratico  | 4 marzo 1837      | 3 marzo 1839      | 25                                                              | 1       | 1837 |
| 2                                         |         | Thomas Burr Osborne (1798-1869)    | Whig         | 4 marzo 1839      | 3 marzo 1843      | 26 · 27                                                         | 2       | 1839 · 1840 Non ricandidatosi |
| 3                                         |         | Samuel Simons (1792-1847)          | Democratico  | 4 marzo 1843      | 3 marzo 1845      | 28                                                              | 1       | 1843 Non ricandidatosi |
| 4                                         |         | Truman Smith (1791-1884)           | Whig         | 4 marzo 1845      | 3 marzo 1849      | 29 · 30                                                         | 2       | 1845 · 1847 Candidatosi al Senato |
| 5                                         |         | Thomas B. Butler (1806-1873)       | Whig         | 4 marzo 1849      | 3 marzo 1851      | 31                                                              | 1       | 1849 Perse la rielezione |
| 6                                         |         | Origen S. Seymour (1804-1881)      | Democratico  | 4 marzo 1851      | 3 marzo 1855      | 32 · 33                                                         | 2       | 1851 · 1853 Divenuto giudice alla Corte superiore                                                                                     |
| 7                                         |         | William W. Welch (1818-1892)       | Americano    | 4 marzo 1855      | 3 marzo 1857      | 34                                                              | 1       | 1855 Non ricandidatosi |
| 8                                         |         | William D. Bishop (1827-1904)      | Democratico  | 4 marzo 1857      | 3 marzo 1859      | 35                                                              | 1       | 1857 Perse la rielezione |
| 9                                         |         | Orris S. Ferry (1823-1875)         | Repubblicano | 4 marzo 1859      | 3 marzo 1861      | 36                                                              | 1       | 1859 Perse la rielezione |
| 10                                        |         | George Catlin Woodruff (1805-1885) | Democratico  | 4 marzo 1861      | 3 marzo 1863      | 37                                                              | 1       | 1861 Perse la rielezione |
| 11                                        |         | John Henry Hubbard (1804-1872)     | Repubblicano | 4 marzo 1863      | 3 marzo 1867      | 38 · 39                                                         | 2       | 1863 · 1865 Perse la rielezione |
| 12                                        |         | William Barnum (1818-1889)         | Democratico  | 4 marzo 1867      | 18 maggio 1876    | 40 · 41 · 42 · 43 · 44                                          | 4 1⁄2   | 1867 · 1869 · 1871 · 1873 · 1875 Eletto al Senato                                                                                     |
| Vacante                                   | Vacante | Vacante                            | Vacante      | 18 maggio 1876    | 4 dicembre 1876   | 44                                                              |         | |
| 13                                        |         | Levi Warner (1831-1911)            | Democratico  | 4 dicembre 1876   | 3 marzo 1879      | 44 · 45                                                         | 1 1⁄2   | Eletto per terminare il mandato di Barnum · 1876 Non ricandidatosi                                                                    |
| 14                                        |         | Frederick Miles (1815-1896)        | Repubblicano | 4 marzo 1879      | 3 marzo 1873      | 46 · 47                                                         | 2       | 1878 · 1880 Non ricandidatosi |
| 15                                        |         | Edward W. Seymour (1832-1892)      | Democratico  | 4 marzo 1883      | 3 marzo 1887      | 48 · 49                                                         | 2       | 1882 · 1884 Non ricandidatosi |
| 16                                        |         | Miles T. Granger (1817-1895)       | Democratico  | 4 marzo 1887      | 3 marzo 1889      | 50                                                              | 1       | 1886 Non ricandidatosi |
| 17                                        |         | Frederick Miles (1815-1896)        | Repubblicano | 4 marzo 1889      | 3 marzo 1891      | 51                                                              | 1       | 1888 Perse la rielezione |
| 18                                        |         | Robert E. De Forest (1845-1924)    | Democratico  | 4 marzo 1891      | 3 marzo 1895      | 52 · 53                                                         | 2       | 1890 · 1892 Perse la rielezione |
| 19                                        |         | Ebenezer J. Hill (1845-1917)       | Repubblicano | 4 marzo 1895      | 3 marzo 1913      | 54 · 55 · 56 · 57 · 58 · 59 · 60 · 61 · 62                      | 9       | 1894 · 1896 · 1898 · 1900 · 1902 · 1904 · 1906 · 1908 · 1910 Perse la rielezione                                                      |
| 20                                        |         | Jeremiah Donovan (1857-1935)       | Democratico  | 4 marzo 1913      | 3 marzo 1915      | 63                                                              | 1       | 1912 Perse la rielezione |
| 21                                        |         | Ebenezer J. Hill (1845-1917)       | Repubblicano | 4 marzo 1915      | 27 settembre 1917 | 64 · 65                                                         | 1 1⁄2   | 1914 · 1916 Deceduto |
| Vacante                                   | Vacante | Vacante                            | Vacante      | 28 settembre 1917 | 6 novembre 1917   | 65                                                              |         | |
| 22                                        |         | Schuyler Merritt (1853-1953)       | Repubblicano | 6 novembre 1917   | 3 marzo 1931      | 65 · 66 · 67 · 68 · 69 · 70 · 71                                | 6 1⁄2   | Eletto per terminare il mandato di Hill · 1918 · 1920 · 1922 · 1924 · 1926 · 1928 Perse la rielezione                                 |
| 23                                        |         | William L. Tierney (1876-1958)     | Democratico  | 4 marzo 1931      | 3 marzo 1933      | 72                                                              | 1       | 1930 Perse la rielezione |
| 24                                        |         | Schuyler Merritt (1853-1953)       | Repubblicano | 4 marzo 1933      | 3 gennaio 1937    | 73 · 74                                                         | 2       | 1932 · 1934 Perse la rielezione |
| 25                                        |         | Alfred N. Phillips (1894-1970)     | Democratico  | 3 gennaio 1937    | 3 gennaio 1939    | 75                                                              | 1       | 1936 Perse la rielezione |
| 26                                        |         | Albert E. Austin (1877-1942)       | Repubblicano | 3 gennaio 1939    | 3 gennaio 1941    | 76                                                              | 1       | 1938 Perse la rielezione |
| 27                                        |         | Le Roy D. Downs (1900-1970)        | Democratico  | 3 gennaio 1941    | 3 gennaio 1943    | 77                                                              | 1       | 1940 Perse la rielezione |
| 28                                        |         | Clare Boothe Luce (1903-1987)      | Repubblicano | 3 gennaio 1943    | 3 gennaio 1947    | 78 · 79                                                         | 2       | 1942 · 1944 Non ricandidatasi |
| 29                                        |         | John Davis Lodge (1903-1985)       | Repubblicano | 3 gennaio 1947    | 3 gennaio 1951    | 80 · 81                                                         | 2       | 1946 · 1948 Candidato a Governatore                                                                                                   |
| 30                                        |         | Albert P. Morano (1908-1987)       | Repubblicano | 3 gennaio 1951    | 3 gennaio 1959    | 82 · 83 · 84 · 85                                               | 4       | 1950 · 1952 · 1954 · 1956 Perse la rielezione                                                                                         |
| 31                                        |         | Donald J. Irwin (1926-2013)        | Democratico  | 3 gennaio 1959    | 3 gennaio 1961    | 86                                                              | 1       | 1958 Perse la rielezione |
| 32                                        |         | Abner W. Sibal (1921-2000)         | Repubblicano | 3 gennaio 1961    | 3 gennaio 1965    | 87 · 88                                                         | 2       | 1960 · 1962 Perse la rielezione |
| 33                                        |         | Donald J. Irwin (1926-2013)        | Democratico  | 3 gennaio 1965    | 3 gennaio 1969    | 89 · 90                                                         | 2       | 1964 · 1966 Perse la rielezione |
| 34                                        |         | Lowell Weicker (1931-2023)         | Repubblicano | 3 gennaio 1969    | 3 gennaio 1971    | 91                                                              | 1       | 1968 Candidatosi al Senato |
| 35                                        |         | Stewart McKinney (1931-1987)       | Repubblicano | 3 gennaio 1971    | 7 maggio 1987     | 92 · 93 · 94 · 95 · 96 · 97 · 98 · 99 · 100                     | 8 1⁄2   | 1970 · 1972 · 1974 · 1976 · 1978 · 1980 · 1982 · 1984 · 1986 Deceduto                                                                 |
| Vacante                                   | Vacante | Vacante                            | Vacante      | 7 maggio 1987     | 18 agosto 1987    | 100                                                             |         | |
| 36                                        |         | Chris Shays (1945-)                | Repubblicano | 18 agosto 1987    | 3 gennaio 2009    | 100 · 101 · 102 · 103 · 104 · 105 · 106 · 107 · 108 · 109 · 110 | 10 1⁄2  | Eletto per terminare il mandato di McKinney · 1988 · 1990 · 1992 · 1994 · 1996 · 1998 · 2000 · 2002 · 2004 · 2006 Perse la rielezione |
| 37                                        |         | Jim Himes (1966-)                  | Democratico  | 3 gennaio 2009    | in carica         | 111 · 112 · 113 · 114 · 115 · 116 · 117 · 118 · 119             | 9       | 2008 · 2010 · 2012 · 2014 · 2016 · 2018 · 2020 · 2022 · 2024                                                                          |

### 5º distretto
| N.                                                                  | Foto    | Rappresentante                    | Partito      | Carica          | Carica          | Congressi                        | Mandati | Elezioni                                                                            |
| N.                                                                  | Foto    | Rappresentante                    | Partito      | Inizio          | Termine         | Congressi                        | Mandati | Elezioni                                                                            |
| ------------------------------------------------------------------- | ------- | --------------------------------- | ------------ | --------------- | --------------- | -------------------------------- | ------- | ----------------------------------------------------------------------------------- |
| Il Distretto venne creato il 4 marzo 1837                           |         |                                   |              |                 |                 |                                  |         |                                                                                     |
| 1                                                                   |         | Lancelot Phelps (1784-1866)       | Democratico  | 4 marzo 1837    | 3 marzo 1839    | 25                               | 1       | 1837 Non ricandidatosi                                                              |
| 2                                                                   |         | Truman Smith (1791-1884)          | Whig         | 4 marzo 1839    | 3 marzo 1843    | 26 · 27                          | 2       | 1839 · 1840 Non ricandidatosi                                                       |
| Distretto abolito il 3 marzo 1843 a seguito del censimento del 1840 |         |                                   |              |                 |                 |                                  |         |                                                                                     |
| Distretto re-istituito il 4 marzo 1913                              |         |                                   |              |                 |                 |                                  |         |                                                                                     |
| 3                                                                   |         | William Kennedy (1854-1918)       | Democratico  | 4 marzo 1913    | 3 marzo 1915    | 63                               | 1       | 1912 Perse la rielezione                                                            |
| 4                                                                   |         | James P. Glynn (1867-1930)        | Repubblicano | 4 marzo 1915    | 3 marzo 1923    | 64 · 65 · 66 · 67                | 4       | 1914 · 1916 · 1918 · 1920 Perse la rielezione                                       |
| 5                                                                   |         | Patrick B. O'Sullivan (1887-1978) | Democratico  | 4 marzo 1923    | 3 marzo 1925    | 68                               | 1       | 1922 Perse la rielezione                                                            |
| 6                                                                   |         | James P. Glynn (1867-1930)        | Repubblicano | 4 marzo 1925    | 6 marzo 1930    | 69 · 70 · 71                     | 2 1⁄2   | 1924 · 1926 · 1928 Deceduto                                                         |
| Vacante                                                             | Vacante | Vacante                           | Vacante      | 6 marzo 1930    | 4 novembre 1930 | 71                               |         |                                                                                     |
| 7                                                                   |         | Edward W. Goss (1893-1972)        | Repubblicano | 4 novembre 1930 | 3 gennaio 1935  | 71 · 72 · 73                     | 2 1⁄2   | Eletto per terminare il mandato di Glynn · 1930 · 1932 Perse la rielezione          |
| 8                                                                   |         | J. Joseph Smith (1904-1980)       | Democratico  | 3 gennaio 1935  | 4 novembre 1941 | 74 · 75 · 76 · 77                | 3 1⁄2   | 1934 · 1936 · 1936 · 1940 Nominato giudice della Corte d'appello                    |
| Vacante                                                             | Vacante | Vacante                           | Vacante      | 4 novembre 1941 | 20 gennaio 1942 | 77                               |         |                                                                                     |
| 9                                                                   |         | Joseph E. Talbot (1901-1966)      | Repubblicano | 20 gennaio 1942 | 3 gennaio 1947  | 77 · 78 · 79                     | 2 1⁄2   | Eletto per terminare il mandato di Smith · 1942 · 1944 Candidatosi come Governatore |
| 10                                                                  |         | James T. Patterson (1908-1989)    | Repubblicano | 3 gennaio 1947  | 3 gennaio 1959  | 80 · 81 · 82 · 83 · 84 · 85      | 6       | 1946 · 1948 · 1950 · 1952 · 1954 · 1956 Perse la rielezione                         |
| 11                                                                  |         | John S. Monagan (1911-2005)       | Democratico  | 3 gennaio 1959  | 3 gennaio 1973  | 86 · 87 · 88 · 89 · 90 · 91 · 92 | 7       | 1958 · 1960 · 1962 · 1964 · 1966 · 1968 · 1970 Perse la rielezione                  |
| 12                                                                  |         | Ronald A. Sarasin (1934-2023)     | Repubblicano | 3 gennaio 1973  | 3 gennaio 1979  | 93 · 94 · 95                     | 3       | 1972 · 1974 · 1976 Candidatosi come Governatore                                     |
| 13                                                                  |         | William R. Ratchford (1934-2011)  | Democratico  | 3 gennaio 1979  | 3 gennaio 1985  | 96 · 97 · 98                     | 3       | 1978 · 1980 · 1982 Perse la rielezione                                              |
| 14                                                                  |         | John G. Rowland (1957)            | Repubblicano | 3 gennaio 1985  | 3 gennaio 1991  | 99 · 100 · 101                   | 3       | 1984 · 1986 · 1988 Candidatosi come Governatore                                     |
| 15                                                                  |         | Gary Franks (1953)                | Repubblicano | 3 gennaio 1991  | 3 gennaio 1997  | 102 · 103 · 104                  | 3       | 1990 · 1992 · 1994 Perse la rielezione                                              |
| 16                                                                  |         | James H. Maloney (1948)           | Democratico  | 3 gennaio 1997  | 3 gennaio 2003  | 105 · 106 · 107                  | 3       | 1996 · 1998 · 2000 Perse la rielezione                                              |
| 17                                                                  |         | Nancy Johnson (1935)              | Repubblicano | 3 gennaio 2003  | 3 gennaio 2007  | 108 · 109                        | 2       | Proveniente dal 6º distretto 2002 · 2004 Perse la rielezione                        |
| 18                                                                  |         | Chris Murphy (1973)               | Democratico  | 3 gennaio 2007  | 3 gennaio 2013  | 110 · 111 · 112                  | 3       | 2006 · 2008 · 2010 Candidato al Senato                                              |
| 19                                                                  |         | Elizabeth Esty (1959)             | Democratico  | 3 gennaio 2013  | 3 gennaio 2019  | 113 · 114 · 115                  | 3       | 2012 · 2014 · 2016 Non ricandidatasi                                                |
| 20                                                                  |         | Jahana Hayes (1973)               | Democratico  | 3 gennaio 2019  | in carica       | 116 · 117 · 118 · 119            | 4       | 2018 · 2020 · 2022 · 2024                                                           |

### 6º distretto
| N.                                                                    | Foto | Rappresentante                   | Partito      | Carica         | Carica         | Congressi                                               | Mandati | Elezioni                                                                                           |
| N.                                                                    | Foto | Rappresentante                   | Partito      | Inizio         | Termine        | Congressi                                               | Mandati | Elezioni                                                                                           |
| --------------------------------------------------------------------- | ---- | -------------------------------- | ------------ | -------------- | -------------- | ------------------------------------------------------- | ------- | -------------------------------------------------------------------------------------------------- |
| Il Distretto venne creato il 4 marzo 1837                             |      |                                  |              |                |                |                                                         |         | |
| 1                                                                     |      | Orrin Holt (1792-1855)           | Democratico  | 4 marzo 1837   | 3 marzo 1839   | 25                                                      | 1       | 1837 Non ricandidatosi                                                                             |
| 2                                                                     |      | John H. Brockway (1801-1870)     | Whig         | 4 marzo 1839   | 3 marzo 1843   | 26 · 27                                                 | 2       | 1839 · 1840 Non ricandidatosi                                                                      |
| Distretto abolito il 3 marzo 1843 a seguito del censimento del 1840   |      |                                  |              |                |                |                                                         |         | |
| Distretto re-istituito il 3 gennaio 1965                              |      |                                  |              |                |                |                                                         |         | |
| 3                                                                     |      | Bernard F. Grabowski (1923-2019) | Democratico  | 3 gennaio 1965 | 3 gennaio 1967 | 89                                                      | 1       | 1964 Perse la rielezione                                                                           |
| 4                                                                     |      | Thomas Meskill (1928-2007)       | Repubblicano | 3 gennaio 1967 | 3 gennaio 1971 | 90 · 91                                                 | 2       | 1966 · 1968 Candidatosi come Governatore                                                           |
| 5                                                                     |      | Ella Grasso (1919-1981)          | Democratico  | 3 gennaio 1971 | 3 gennaio 1975 | 92 · 93                                                 | 2       | 1970 · 1972 Candidatasi come Governatrice                                                          |
| 6                                                                     |      | Toby Moffett (1944)              | Democratico  | 3 gennaio 1975 | 3 gennaio 1983 | 94 · 95 · 96 · 97                                       | 4       | 1974 · 1976 · 1978 · 1980 Candidatosi al Senato                                                    |
| 7                                                                     |      | Nancy Johnson (1935)             | Repubblicano | 3 gennaio 1983 | 3 gennaio 2003 | 98 · 99 · 100 · 101 · 102 · 103 · 104 · 105 · 106 · 107 | 10      | 1982 · 1984 · 1986 · 1988 · 1990 · 1992 · 1994 · 1996 · 1998 · 2000 Ricandidatasi nel 5º distretto |
| Distretto abolito il 3 gennaio 2003 a seguito del censimento del 2000 |      |                                  |              |                |                |                                                         |         | |